# Schistocichla
Schistocichla is een geslacht van vogels uit de familie Thamnophilidae. Het geslacht telt 7 soorten.

## Soorten
- Schistocichla brunneiceps (Bruinkopmiervogel)
- Schistocichla caurensis (Cauramiervogel)
- Schistocichla humaythae (Humaitámiervogel)
- Schistocichla leucostigma (Vlekvleugelmiervogel)
- Schistocichla rufifacies (Roodwangmiervogel)
- Schistocichla saturata (Roraimamiervogel)
- Schistocichla schistacea (Leigrijze miervogel)